# Saunasaari (ö i Södra Savolax, S:t Michel, lat 61,50, long 27,92)
Saunasaari är en ö i Finland. Den ligger i sjön Saimen och i kommunerna Puumala och Sankt Michel och landskapet Södra Savolax, i den södra delen av landet, 220 km nordost om huvudstaden Helsingfors. Öns största längd är 24 kilometer i nord-sydlig riktning.